# Maurice Gomis
Maurice Gomis (Cuneo, 10 novembre 1997) è un calciatore italiano con cittadinanza senegalese naturalizzato guineense, portiere del Paradiso e della nazionale guineense.

## Biografia
È il fratello minore dei portieri Lys e Alfred.

## Carriera

### Club
Cresciuto nei settori giovanili di Cuneo e Torino, il 5 agosto 2015 viene ceduto in prestito al Delta Porto Tolle, con cui inizia la carriera professionistica; il 9 gennaio 2016 passa al Mestre. Il 19 luglio seguente si trasferisce al Cuneo, squadra della sua città natale, con cui conquista al termine della stagione la promozione in Serie C.
Il 21 agosto 2017 firma con la Nocerina, con cui disputa un ottimo campionato a livello individuale, risultando il portiere che ha subito meno reti in stagione dalla Serie A alla Serie D. Il 6 luglio 2018 viene tesserato dalla SPAL, con cui si lega con un triennale; il 26 luglio passa in prestito al Siracusa. Nel suo periodo trascorso con la squadra siciliana rimane coinvolto in un grave incidente stradale dove perde la vita un collaboratore del club aretuseo, riportando un trauma cranico e ferite al volto.
Il 1º febbraio 2019 si trasferisce al Kukësi, con cui tuttavia ottiene una sola presenza. Rientrato alla SPAL, trascorre due anni nella rosa del club emiliano, senza mai scendere in campo. Nell'agosto del 2021, rimasto svincolato, viene tesserato dall'Agia Napa.

### Nazionale
Nel 2021 è stato convocato dalla nazionale guineense per la Coppa d'Africa, dopo aver ottenuto la cittadinanza grazie alle origini materne.

## Statistiche

### Presenze e reti nei club
Statistiche aggiornate all'11 gennaio 2022.
| Stagione        | Squadra           | Campionato      | Campionato | Campionato | Coppe nazionali | Coppe nazionali | Coppe nazionali | Coppe continentali | Coppe continentali | Coppe continentali | Altre coppe | Altre coppe | Altre coppe | Totale | Totale |
| Stagione        | Squadra           | Comp            | Pres       | Reti       | Comp            | Pres            | Reti            | Comp               | Pres               | Reti               | Comp        | Pres        | Reti        | Pres   | Reti   |
| --------------- | ----------------- | --------------- | ---------- | ---------- | --------------- | --------------- | --------------- | ------------------ | ------------------ | ------------------ | ----------- | ----------- | ----------- | ------ | ------ |
| 2015-gen. 2016  | Delta Porto Tolle | D               | 4          | -7         | CI+CI-D         | 0+1             | 0 + -3          | -                  | -                  | -                  | -           | -           | -           | 5      | -10    |
| gen.-giu. 2016  | Mestre            | D               | 11         | -14        | CI-D            | -               | -               | -                  | -                  | -                  | -           | -           | -           | 11     | -14    |
| 2016-2017       | Cuneo             | D               | 33+2       | -25 + -4   | CI-D            | 3               | -4              | -                  | -                  | -                  | -           | -           | -           | 38     | -33    |
| 2017-2018       | Nocerina          | D               | 27+1       | -18 + -1   | CI-D            | 0               | 0               | -                  | -                  | -                  | -           | -           | -           | 28     | -19    |
| 2018-gen. 2019  | Siracusa          | C               | 7          | -7         | CI-C            | 3               | -4              | -                  | -                  | -                  | -           | -           | -           | 10     | -11    |
| gen.-giu. 2019  | Kukësi            | KS              | 1          | -1         | CA              | 0               | 0               | -                  | -                  | -                  | -           | -           | -           | 1      | -1     |
| 2020-2021       | SPAL              | B               | 0          | 0          | CI              | 0               | 0               | -                  | -                  | -                  | -           | -           | -           | 0      | 0      |
| 2021-2022       | Agia Napa         | BK              | 12         | -22        | -               | -               | -               | -                  | -                  | -                  | -           | -           | -           | 12     | -22    |
| 2024-2025       | Fc Paradiso       | P               | 0          | 0          | CS              | 1               | -0              | -                  | -                  | -                  | -           | -           | -           | 1      | -0     |
| Totale carriera | Totale carriera   | Totale carriera | 95+3       | -94 + -5   |                 | 8               | -12             |                    | -                  | -                  |             | -           | -           | 106    | -110   |

### Cronologia presenze e reti in nazionale
| Cronologia completa delle presenze e delle reti in nazionale ― Guinea-Bissau | Cronologia completa delle presenze e delle reti in nazionale ― Guinea-Bissau | Cronologia completa delle presenze e delle reti in nazionale ― Guinea-Bissau | Cronologia completa delle presenze e delle reti in nazionale ― Guinea-Bissau | Cronologia completa delle presenze e delle reti in nazionale ― Guinea-Bissau | Cronologia completa delle presenze e delle reti in nazionale ― Guinea-Bissau | Cronologia completa delle presenze e delle reti in nazionale ― Guinea-Bissau | Cronologia completa delle presenze e delle reti in nazionale ― Guinea-Bissau |
| Data                                                                         | Città                                                                        | In casa                                                                      | Risultato                                                                    | Ospiti                                                                       | Competizione                                                                 | Reti                                                                         | Note                                                                         |
| ---------------------------------------------------------------------------- | ---------------------------------------------------------------------------- | ---------------------------------------------------------------------------- | ---------------------------------------------------------------------------- | ---------------------------------------------------------------------------- | ---------------------------------------------------------------------------- | ---------------------------------------------------------------------------- | ---------------------------------------------------------------------------- |
| 11-1-2022                                                                    | Garoua                                                                       | Sudan                                                                        | 0 – 0                                                                        | Guinea-Bissau                                                                | Coppa d'Africa 2021 - 1º turno                                               | -                                                                            |                                                                              |
| 19-1-2022                                                                    | Garoua                                                                       | Guinea-Bissau                                                                | 0 – 2                                                                        | Nigeria                                                                      | Coppa d'Africa 2021 - 1º turno                                               | -2                                                                           |                                                                              |
| 9-6-2022                                                                     | Marrakech                                                                    | Guinea-Bissau                                                                | 5 – 1                                                                        | São Tomé e Príncipe                                                          | Qual. Coppa d'Africa 2023                                                    | -1                                                                           |                                                                              |
| 13-6-2022                                                                    | Conakry                                                                      | Sierra Leone                                                                 | 2 – 2                                                                        | Guinea-Bissau                                                                | Qual. Coppa d'Africa 2023                                                    | -2                                                                           |                                                                              |
| 24-9-2022                                                                    | Fort-de-France                                                               | Martinica                                                                    | 1 – 1                                                                        | Guinea-Bissau                                                                | Amichevole                                                                   | -1                                                                           |                                                                              |
| 17-11-2022                                                                   | Adalia                                                                       | Gabon                                                                        | 3 – 1                                                                        | Guinea-Bissau                                                                | Amichevole                                                                   | -3                                                                           |                                                                              |
| Totale                                                                       |                                                                              | Presenze                                                                     | 6                                                                            |                                                                              | Reti                                                                         | -9                                                                           |                                                                              |

## Palmarès

### Club

#### Competizioni nazionali
- Serie D: 1

Cuneo: 2016-2017 (girone A)
- Coppa d'Albania: 1

Kukësi: 2018-2019